# 夢待列車
「夢待列車」（ゆめまちれっしゃ）は、2013年2月～3月に、NHKの音楽番組『みんなのうた』で放送された楽曲。作詞・作曲：川村結花、編曲：沢田完、歌：城南海。